# アンブロケトゥス

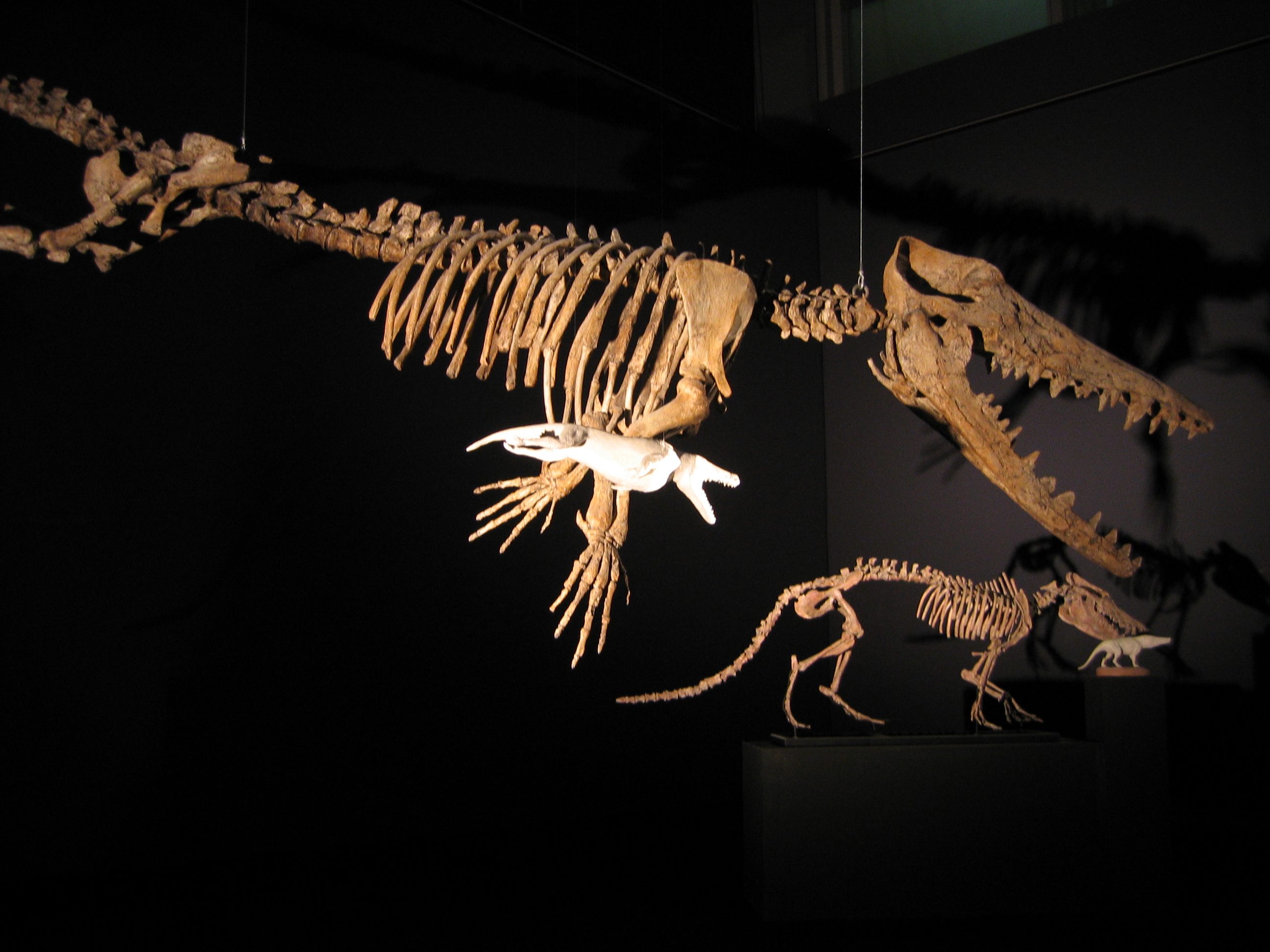
アンブロケトゥス（手前）とパキケトゥス（奥）の骨格化石標本

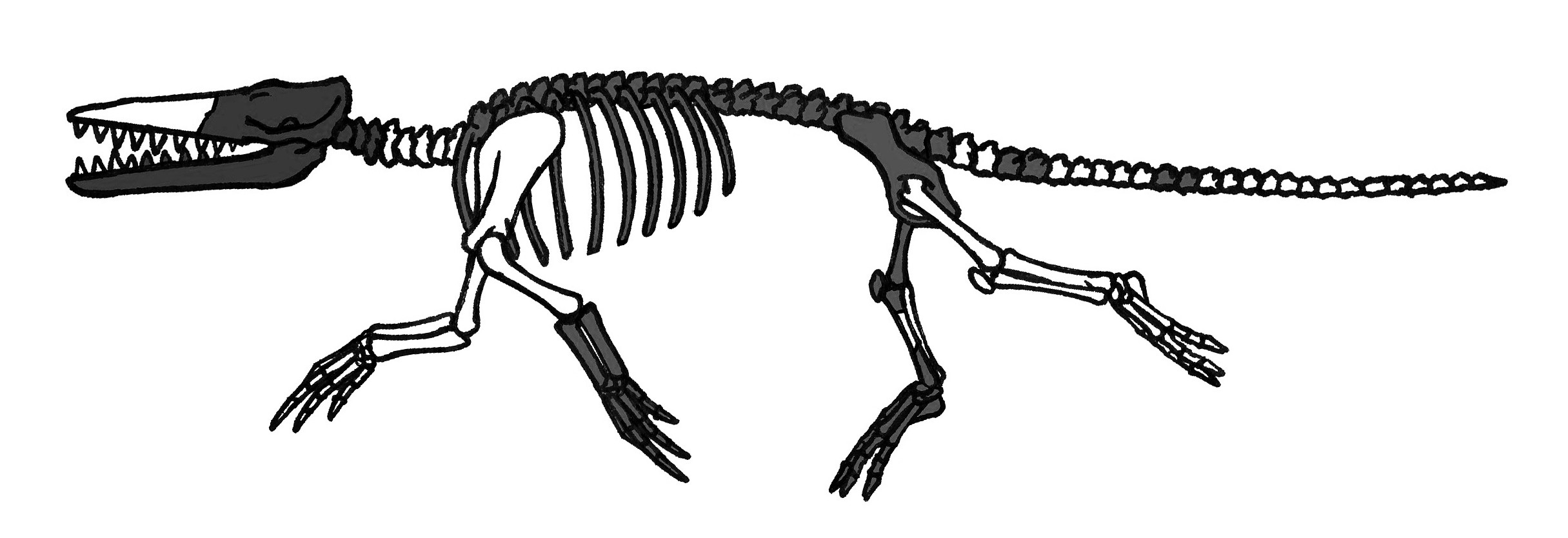
アンブロケトゥスの骨格図

アンブロケトゥス（学名：Ambulocetus）は、約4,780万-約4,130万年前（新生代古第三紀始新世前期前半ヤプレシアン）当時のテチス海沿岸地域に生息していた、水陸両生の原始的クジラ類。歩くのにも泳ぐのにも適した形質を具えている。ワニのような生態を持ち、俊敏性はともかくカワウソのように、しかし、クジラ独特の上下動の大きい泳ぎをしたと考えられている。
アンブロケトゥスが属するアンブロケトゥス科に属は2010年代初頭時点でほかに2属が知られる。アンブロケトゥス科はパキケトゥス科から進化したと考えられ、レミングトノケトゥス科を経てプロトケトゥス科につながる系統であるとされる。

## 呼称
属名はラテン語 ambul- 「歩く」と cetus 「海獣、鯨」からなる合成語。種小名 natans は「泳ぐところの」の意。あわせて「泳ぐ歩行鯨」といった意味になり、水辺で半水棲生活を送っていたことを指しての命名である。日本語では「アンビュロケタス」「アンビュロセタス」「アンブロケタス」「アンブロセタス」など呼ばれることもある。

## 化石

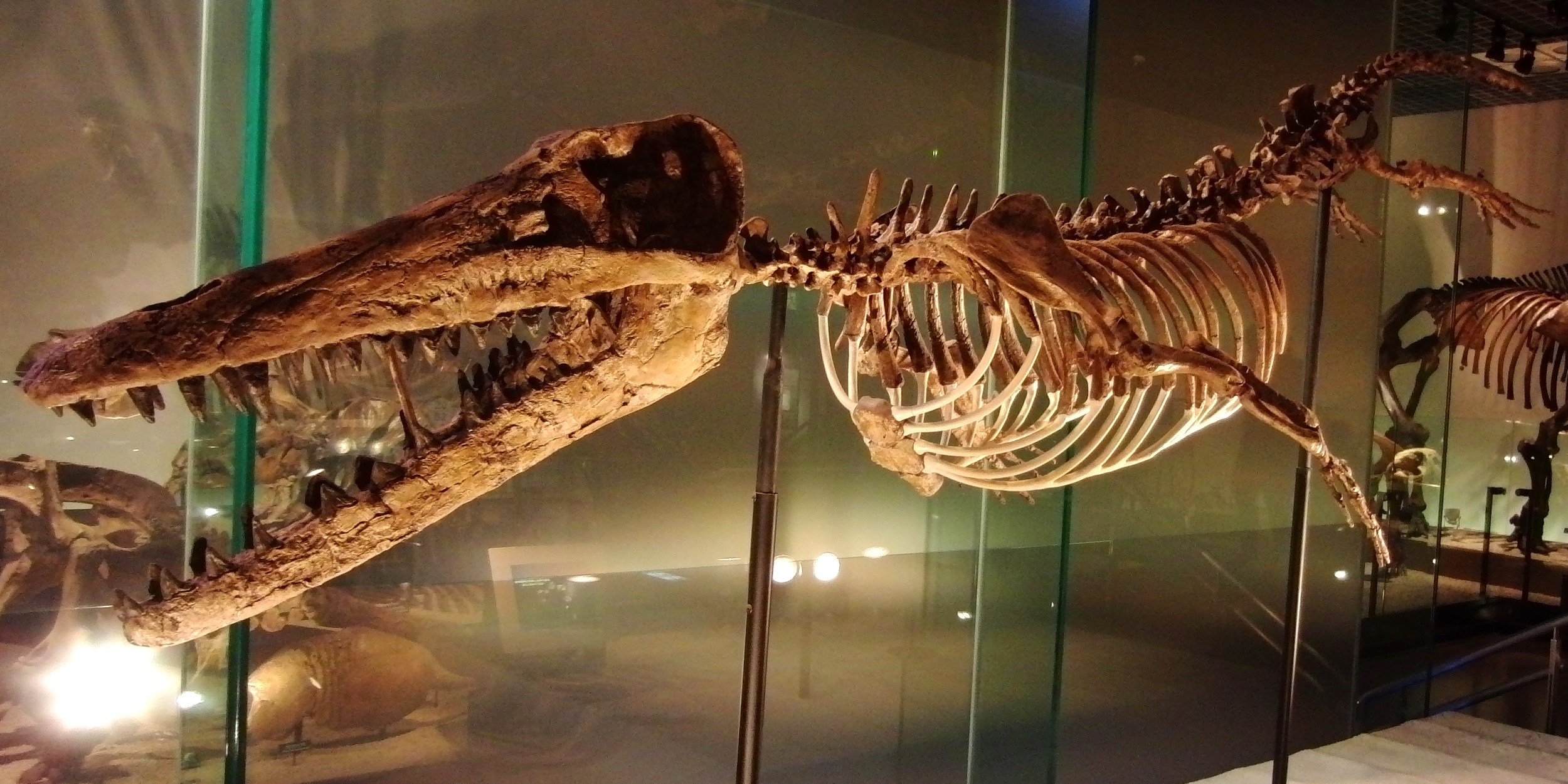
Ambulocetus natans の骨格標本。国立科学博物館の展示。

最初の化石は、パキスタン北部パンジャーブ州のカーラ・チッタ丘陵 (Kala Chitta Hills) にて1992年1月、ノースイースタン・オハイオ大学医学部所属の人類学者ハンス・テーヴィスン (J.G.M.Hans Thewissen) 率いる調査隊によって発見された（外部資料：）。1996年、記載。約5000万年前に由来の岩の中で眠っていたアンブロケトゥス・ナタンスの骨格化石は、80%というほぼ完全な状態で採り出されている。そうして当該標本は、それ自体の存在意義とともに、発見された骨格の保存状態の良さによっても有名なものとなった。これらの岩は正確な年代測定が困難な種類のものであり、その点で生息年代に不確定要素を含む。しかし、パキケトゥス科が発見される層よりは上層（120m差）に位置することは明らかである。
全ての化石はパキスタン北部とインド西部で見つかっている。この動物が生きていた頃、それらはテティス海に接している沿岸の地域であった。

## 特徴

### 概要
祖先のパキケトゥス科はオオカミやキツネ程度の大きさの動物であったが、アンブロケトゥスはその全長がおよそ3mにも達した。テーヴィスンはAmbulocetus natans の体格を、成熟した雄のアシカと対比して、同等と推定した。外観はオオカワウソに通じる部分があるものの、長い頭部は大きく裂けた口に鋭利な歯がずらりと並ぶ凶暴そうなものであった。また、推定される生態からは「ワニのような水生哺乳類」との形容が最もふさわしい。

### 歩き、泳ぐ
姿勢は低く、長く大きな体つきである。四肢は力強く、尺骨は陸上で体重を支えるのに十分の強さを持っていた。肘は頑丈かつ柔軟性があり、しかし、水生への適応を示して後方に曲がる構造になっていた。手首も柔軟性があって現生クジラ類のそれとは違っている。大腿骨も頑丈であり、これらのことから、彼らは陸上でも動き回ることができたと考えられる。とは言え、その大腿骨は陸上で存分に運動するための筋肉を支持するような余地は無く、おそらく、現生のアシカが歩くことができるというのと大きくは違わない程度のものであったと想像される。

前肢は短い。後肢は長く、前肢以上に強靭である。その足指の間には水かきを具えており、これが水中での推進力を生んでいたと思われる。また、その爪先には祖先から引き継いだ蹄（ひづめ）を、退化した小さなものではあったが、維持していた。四肢は陸上でも機能したであろうが、そこを主たる生活圏にしていたとは思えない。ワニほど低姿勢ではないにしても、陸上では地を這うように移動したであろう。水かきのついた足は陸上を歩くのにはいささか不向きと思えるが、陸地と水域が複雑に入り組んだ浅瀬などを歩き回るのには都合が良かったかもしれない。

なお、2016年の名古屋大学の肋骨の強度の研究から、前脚で体重の約半分を支える必要がある陸上哺乳類ほど丈夫な肋骨をアンブロケタスが持っていなかったことが判明し、浮力を得て体を維持する完全な水生生活を送っていた可能性が浮上している。この動物からは、「水にも入る」といった程度の適応とは異なる進化の段階にクジラ類が入っていたことを確かめられる。

### 頭、頚、鼻孔
現生クジラ類に比して頸椎は長く、彼らの頚（くび）には確かな柔軟性が認められる。クジラ類に特有の噴気孔はまだ無かったが、頭部の他の形態は十分にクジラのそれであり、明らかな水生への移行性適応を示している。

### 泳ぎ方と食性
尾は長く強いものであり、わずかながら扁平している。この特徴はカワウソ類と同様で、泳ぎへの適応である。おそらく、彼らの泳ぎは全体的な外観で言えばカワウソのようであったと想像される。しかし、カワウソほどの機敏さは無かったであろう。また、背中を上下にうねらせて泳いだであろうことは脊柱の解剖学的分析結果から明らかであり、現生のクジラを髣髴（ほうふつ）とさせるものでもあったはずである。後肢の水かきが推進力の源であることだけが大きな違いである。
彼らは、追跡型の捕食者には見えない。ワニのように待ち伏せ型であったと考えるのが自然であろう。その体躯から、大物狙いであったことは想像にかたくない。浅瀬に潜み、油断して近づく獲物を待ち受けていたことが考えられる。

### 淡水域と海水域
歯の化学的分析によって、彼らは海水域と淡水域のいずれにも適応し、自由に行き来できたことが判明している。自然界には安定した16Oと18Oという2種類の同位体の酸素原子が存在するが、淡水と海水とではその比率が異なり、海水のほうが18Oを多く含む。脊椎動物は酸素を骨や歯に摂り込むため、骨や歯の化石を調べることで、その動物が淡水と海水のどちらを飲んでいたのかが明らかとなる。アンブロケトゥスは測定値の変動が大きく、なかには、海水を全く飲んだ形跡の無い化石もあった。彼らが海にいたことは化石の発見された岩石から確認できるが、水を飲むために陸に上がった可能性が考えられる。

### 聴覚
アンブロケトゥスは外耳を持たない。これは水生動物としての適応進化であるが、陸上ではいささか不都合であったように思える。大気中での集音能力を退化させたため、陸で獲物を探し出すのには地面に顎（あご）の骨を当てて振動を拾い読む必要があったかもしれない。それは後世のクジラ類では高度に洗練されることとなる骨伝導による集音の手段であるので、このような推論が成り立つのである。陸上で頭を地面に密着させることにより、岸に沿って歩いている獲物に聞き耳を立てることは、クジラ類であればこそ技術的に可能であったと思われる。内耳は水生への適応を進めていて、祖先以上にクジラ類の独自性を高めている。アンブロケトゥスは、水中では祖先より多くの音を巧みに聴いていた。

### 真鯨類
パキケトゥス科はクジラの形質を具えた陸生動物の範疇であったと言えるが、アンブロケトゥスはこの聴覚器官と先述のさまざまな形質的特徴により、海生動物としてのクジラの最初のものである、という位置づけをされる。すなわち、アンブロケトゥスが「真のクジラの始まり」であるとの捉え方で、彼ら以降を「真鯨類」とする大別法があるのは、そのことによっている。

### 生態的地位の謎
ワニと類似する生態を持つアンブロケトゥスであれば、同じ時代を生きていたワニ類（クロコダイル類）と直接的な生態的競合を強いられていなければおかしい。ワニのような中生代で既にニッチ（生態的地位）を確固たるものにした動物がいるなかで、ワニ様の水生哺乳類が生存し得た理由は一つの謎である。この時代のテティス海周辺において、クロコダイルの生息を制限するような環境条件があったという証拠は、今のところ見つかっていない。アンブロケトゥスは、「なんらかの幸運な条件」に助けられて、クロコダイルとの競合を回避できていたものと考えられる。しかし、その期間は長く続かず、彼等は更に水中生活に特化する進化を遂げた系統以外は短命のうちに絶滅することになる。それ以降、このような「ワニ様の哺乳類」は見られず、そのニッチはワニ類が独占し続けている。アンブロケトゥスがワニ類との競合を避けられた「なんらかの幸運な条件」は、彼等の生存していた地域や時代のみに見られた、極めて特殊なものだったのかもしれない（彼らが出現したのとほぼ同じ時期に、ワニ類とよく似たチャンプソサウルスをはじめとするコリトデスラ類が絶滅しており、そのことと何らかの関係があるのかもしれない。）。

## 系統分類
アンブロケトゥスは、ガンダカシア、ヒマラヤケトゥスとともに3属でアンブロケトゥス科を構成する。ただし、後者2属の化石標本はいずれも下顎の断片であり、情報量の乏しいなかでの推測である。また、ヒマラヤケトゥスには、これをパキケトゥス科とする異説がある。